# 志村けんのバカ殿様
『志村けんのバカ殿様』（しむらけんのバカとのさま）は、イザワオフィスの企画・制作によりフジテレビ系列で1986年からゴールデンタイム・プライムタイム（JST）に不定期放送されているお笑い時代劇バラエティ番組の特別番組。ザ・ドリフターズの志村けんの冠番組である。単発の特別番組として年3回、1月（年始）、春の改編期および夏の改編期（傑作選）、秋の改編期に放送されている。通称『バカ殿』。もともとは、TBS系列のバラエティ番組『8時だョ!全員集合』のコントの一つだった。
ここでは特に断りのない限り、フジテレビ系列で放送されていた番組について記述する。

## 概要

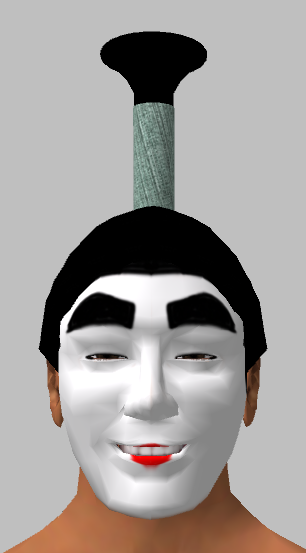
バカ殿様のメイク

### 前身番組におけるバカ殿様
元々は、 『8時だョ!全員集合』（TBS系）中に放送されたコントが初めであり、同時期に『ドリフ大爆笑』（フジテレビ）でもコントを行った。ザ・ドリフターズのリーダーで絶対的な権力を持っているいかりや長介と、最年少でいかりやに普段いいように使われている志村けんの立場を逆転させ、志村が演じる自由奔放なバカ殿が家老のいかりやをここぞとばかりに翻弄するという下剋上コントだった。

#### 8時だョ!全員集合
『8時だョ!全員集合』では1977年3月19日放送の第364回から登場した。
1980年前後の『全員集合』では、橋幸夫演じる立派な殿様の影武者としていかにも愚者らしい白塗りの顔の志村が抜擢され、城内で大騒動が起こるという内容のコントが披露された。当時は黒澤明監督の映画『影武者』が話題になっており、橋も漫才コンビザ・ぼんちのぼんちおさむに物真似をされて再ブレイクしていた。
『全員集合』最後期の例（1985年）では、バカ殿と女中たちがひたすらファミコンの『ハイパーオリンピック』殿様版をプレイするだけで、明確なオチもなく（プレイ中に突然画面が暗くなり輪郭が現れると共に、爺演ずるいかりやが画面いっぱいに現れ「殿ぉ～っっ!!!」と怒鳴りつける演出だった）そのままコント終了音楽「盆回り」が流れて終わるという物も見られた。

#### ドリフ大爆笑
1977年9月27日放送の『ドリフ大爆笑』第8回での朝寝坊コント（普通の一般家庭で横一列に寝ているドリフメンバーが次々と寝返りを打ち、最後尾の人が部屋の外に落とされるコント）にはすでにバカ殿の原型が見受けられる。最後に落とされたのがなぜかバカ殿の格好をした志村で、「お前、それはないだろう〜」と言うオチで、時代背景やその後のバカ殿コントとは別物ものだった。
その次にバカ殿が登場するのは第19回（1978年10月3日）のお毒味コントで、白塗りは無かったものの、家老や腰元達を引き連れた設定が見られる。以後頻繁にバカ殿コントが行われる様になった。
他の初期の例では第35回（1980年）で、いかりやの家老（爺）や仲本工事の家来（側用人）、女性ゲスト（由紀さおり、小柳ルミ子、アグネス・ラム）の腰元達に囲まれる志村のバカ殿という基本設定が固まったコントが見られる。その次の第36回では女性ゲストによる腰元が松田聖子、桜田淳子、由紀さおりとなり、由紀や小柳が19歳や16歳等と年齢を詐称する、バカ殿や腰元たちが屁にまつわるギャグを披露する等がパターン化していく。
派生番組『ドリフのクリスマスプレゼント』でも、バカ殿様のコントが行われた。

### 独立番組
1986年4月28日、『志村けんのバカ殿様』として『月曜ドラマランド』枠で初めて独立した番組となり、いかりや仲本の代わりに東八郎と田代まさしをレギュラーに、石野陽子らを腰元に迎えスタートした。
レギュラーバラエティ版は1992年1月2日から放送が開始された。
2005年ごろから字幕放送で放送される様になった（志村の声は黄色、桑野の声は緑色、それ以外の出演者の声は白色で表示される）。なお、2009年1月8日放送分からハイビジョン制作化され、同時に音声もステレオ放送化された。
2006年4月からは番組の派生として、志村けん一座の舞台公演『志村魂（しむらこん）』でも登場するようになった。メインキャストはテレビ版と共通だが、爺役は志村魂1・2のみ地井武男が演じていた。
当時数多く放送されていた志村のコント番組の中では最もお色気要素の強い番組であり、いわゆる“お色気ネタ”を放送することが多かったがこうした放送内容について放送初期当時から「下品・低俗・不快」といった批判を受けていた。そのため、かつての様な胸の露出を含むお色気ネタは次第に廃止されていき、末期は露出が最小限に抑えられたお色気シーンが時折見られる程度になった。
お色気的表現が最小限に抑えられた平成期でも、2019年の放送では「眠れないバカ殿が水着女性の“肉布団”を味わう」というコントを放送し、物議を醸した。
「子供とメディアに関する意識調査」（日本PTA全国協議会主催）の「親が子どもに見せたくない番組」では2009・2012年度3位、2003・2008・2010・2011年度4位、2004・2006・2007年度5位となった。
2000年代後半以降はコントの他、ゲストを迎えてのゲームやフリートークで構成されており、2010年代以降はそれまであまり使用されていなかった「なぞりテロップ」もトークパートで使用されるようになった。「変なおじさん」「いいよなおじさん」、柄本明とのコント等、『志村けんのだいじょうぶだぁ』から派生した企画も定番化していた（レギュラー出演者もだいじょうぶだぁファミリーと同一）。
2006年以降は原則、新年（1月前半）、春（3～6月）、秋（10～11月）の年3回放送となっており、新年と秋は新作、春は過去放送分の傑作選となっていた。
2011年2月6日より、CSのファミリー劇場にて2001年1月の回から2007年の回の再放送が行われた。
志村がバカ殿を演じる時には独特のアクセントや言い回しを使う事が多いが、志村の郷里でもある多摩弁や、志村の親戚の使う福島弁が基になっていた。
フジテレビ系列で放送されている特別番組で唯一、全曜日（日曜日・月曜日・火曜日・水曜日・木曜日・金曜日・土曜日）のゴールデンタイム・プライムタイムで放送された。

### 志村けんと上島竜兵の死去
2020年3月29日に志村けんが急逝したことにより、同年1月8日放送分が新作としては事実上の最終回となった。その後、志村の逝去後初の放送として『志村けんのバカ殿様 笑いで暑さを吹き飛ばせ!夏祭りスペシャル』が2022年8月11日に夏休み（お盆休み）特別企画として約2年半ぶりに復活した。本番組のレギュラーだったダチョウ倶楽部の上島竜兵の逝去後初の放送でもあり、番組後半では上島の追悼特集が組まれた。以降も傑作選という形で本番組の放送は継続され、バカ殿以外の志村やドリフターズによるコントも合わせて再放送されている。

## 出演者
太字は第97回時点のレギュラー

### レギュラー
- 殿（志村けんのすけ→志村康徳）
  - 志村けん（ザ・ドリフターズ）

通称「バカ殿」。歌舞伎『一条大蔵譚』のパロディ。名前通りバカで、破天荒な性格の殿様。あまりのバカさやハチャメチャぶりに家老から「珍バカ（珍しいくらいにバカ）」[3] と陰口を叩かれたり、「バカのオリンピックに出たら金メダルが取れる」[4]「バカのノーベル賞があったら受賞間違いなし」「ホームラン級のバカ」と評される程である。装束は殿様らしいが、顔は真っ白で口紅を塗った[注釈 6] 能面の小面のような顔をしており、ちょんまげをしている。
下ネタ・イタズラが大好きで、城内にもからくりをたくさん仕掛けている（家老と上島が主な被害者）。また、超音痴（本人も自覚あり）でもあり、宴会で吉幾三の「雪国」を歌ったところ宴会場が半壊した事がある。
父親である先代の殿は名君だったため、いつも爺からはそのことを絡めて小言を言われている。それでも家来たちに対しては旅行へ連れていったり、お年玉をあげたり（ただし、ダチョウ倶楽部登場前は家老のみはあげず、登場後は上島のみあげない事が多い）、悩みを聞いてあげたりと一人一人を家族のように大切に想っているため、なんだかんだ言いながらも家来たちは皆、殿に対して忠誠を誓っている。
ドリフ大爆笑初期はよく怒っていたが、特別番組化後は基本的に温厚な人柄となり、滅多に怒ることはないものの、家来（特に家老や側用人）から単刀直入に「バカ」[注釈 7] と言われた時（由紀さおりまたは小柳ルミ子が年をごまかすシーン（後述）も同様）は尺八の効果音が鳴り、その場で刀を手にしてドスの効いた声を上げるほど怒りを露わにする（「バカ」とは異なるが、タカアンドトシのトシに「欧米か！」と頭を叩かれた時も同様の反応をしている）。
酒が好きで、甘いものが苦手（実際の志村も酒が好きで、甘いものが苦手）。
羽織の色は、初期は銀色系のものだったが、全員集合末期の頃から朱色系のものになった。現在はオレンジ、幼少時代は水色の羽織を着ている。
初期はすっとんきょうな高い声を出していたが、晩年は志村の素の声であることが多かった。
美人女性好きだが、女運は全く皆無。また、奥方はおらず、家老や家来からしばしば「いつ結婚するんだ」「早く結婚しろ」などと言われている[注釈 8]。苦手な人はナオコ姫で、遊びに来ることを拒みたいが、ナオコ姫が予告なしで来たり、家来が勝手に通してしまったりすることで、結局相手をして悲惨な目に遭わされることが多い。
時々家老達には内緒で隠居する事があるが、ほとんど若い町娘が目的で出会った美人女性芸能人が演じる町娘に好意を寄せるも、娘に恋人がいる、もしくは既に結婚している[注釈 9]・娘から「あんたなんか嫌いよ」などと言われて平手打ちなどを食らう・家老達に見つかって城に戻されるなどで結果的に振られて失敗ばかりしている。
親藩である（「丸に三つ葵」の徳川家の家紋が城内に見られる）。幼名は「竹千代」[5]。志村城の城主、志村藩12万石の領主（初期は50万石[5]、25万石、15万石）。
コントによっては、殿がいつの間にか下記の他に志村が演じるキャラクターに入れ替わっている事がある。
- 変なおじさん
  - 志村けん

『志村けんのだいじょうぶだぁ』で恒例の名物コント・キャラ。殿の城にどこから入り込んだか分からないが、腰元にイタズラや寝ている時に襲ってくるお隣の藩（領主）の姫様をストーカーまがいのことをして襲ったり、腰元と殿が遊んでいる時に、いつの間にか殿が変なおじさんにすり代わってイタズラをしたりする。最後に城の者が全員出てきて、田代→肥後が「どうしましたか?」と聞き、腰元の一人や姫役などの若手女性タレントのゲストが「このおじさん変なんです〜」と訴えると、田代→肥後が「なんだ君は?」と問い詰める。居直った変なおじさんが「なんだ君はってか!」「そうです、私が変なおじさんです!」と名乗る。そして「♪変なお〜じさん、だか〜ら変なお〜じさん…」と「ハイサイおじさん」の替え歌を歌いながら踊り、最後に「だっふんだ!!」というセリフを言って、ガラスが割れる効果音と同時に全員がズッコケて倒れるというオチとなる。
先述通り殿と同じく志村が演じている関係上、彼が登場するシーンでは殿が登場しない。しかし、一度だけ志村自身が変なおじさんと殿の一人二役を演じ、映像合成技術を使い2人が鉢合わせする場面が実現した。またゲストが変なおじさんを演じる時もあり、この場合殿が「なんだ君は？」と問い詰める。
- ひとみばあさん
  - 志村けん

同じく『志村けんのだいじょうぶだぁ』で恒例の名物コント・キャラ。『だいじょうぶだぁ』ではラーメン屋の店員やお手伝いさんやゴルフ場のキャディやマッサージ師などに扮していたが、本作には殿と入れ替わる形でこれまで7度出演している。また、本来では『志村けんのだいじょうぶだぁ』のキャラなので、必ずひとみばあさんが画面からはける際に「友情出演です」と言って去っている。2010年代ごろからの登場曲は北島三郎の「詠人」[注釈 10] の冒頭の部分。
- いいよなおじさん
  - 志村けん

また同じく『志村けんのだいじょうぶだぁ』で恒例の名物コント・キャラ。本作にはひとみばあさんと同じく殿と入れ替わる形で出演している。腰元や町娘が楽しく食事やお茶をしている所に現れて「○○は良いよな〜」と言い、ナンパのようなことや、腰元や町娘の物を勝手に飲み食いすると、最終的に腰元や町娘は気持ち悪がって逃げてしまう。最後に「俺は何かしたか? ○○は良いよな〜」と言う。
- デシ男
  - 志村けん

さらに同じく『志村けんのだいじょうぶだぁ』で恒例の名物コント・キャラ。本作にはこれまで1度だけ出演している。殿が紙芝居の絵が止まっていてつまらないという言動から今後時代を進歩がしたら絵が動くようになる思いをはせて、初めて家庭にテレビが登場した時の回想シーンのコントで登場した。
- 筆頭家老（東のみ城代家老）
  - （全員集合・ドリフ大爆笑時代）1977年3月-1985年9月：いかりや長介（一部の回では加藤茶）
  - （独立後）開始-1988年春：東八郎→（東八郎死去後）1989年冬-終了：桑野信義
  - （志村けん一座）：地井武男→桑野信義

殿の幼少時代から志村藩に仕える家老。オレンジ色（殿の幼少時代は、山吹色）の小袖を着用している。殿からは「爺（加藤のみ「三太夫」）」、側用人と腰元からは「御家老（様）」と呼ばれている。幼い頃の殿の教育係でもあった。名君であった父親とは大違いの[注釈 11] 殿を嘆いている（仏壇の先代の位牌に向かって「ご先代様…」と嘆くシーンもある）。その一方で彼自身も外国人美女を好むなど殿に劣らぬスケベさを覗かせることがある。家来たちの中では一番殿に振り回され、その都度ひどい目に遭わされることが多いが、同時に殿からの信頼が最も深い家臣でもある。動物嫌いで、中でもヘビは最も苦手。そのため、城内では動物の飼育が禁止されている。しかし、何度か「ピーちゃん（あゆちゃん）」という雛を鶏になるまで飼育したことがあったが、産んだ卵を割られたばかりか、最終的にその鶏は殿達に鶏料理のフルコースにされて食べられてしまい、事実を知った爺は鶏料理のフルコースを見て嘆いた[注釈 12]。桑野の時代では果物類が苦手と設定を加えている[注釈 13]。ダチョウ倶楽部登場前は、正月で殿からお年玉をもらえない事が多かった。田代が不祥事で降板して以降は、主役の志村を除けば桑野はフジテレビ系列で放送されている「バカ殿」内において最も長くレギュラー出演している人物である（2024年現在）。いかりやが演じた家老は非常に厳格であった。東の時代はたびたび彼自身の持ちネタである『赤胴鈴之助』『ヨード卵・光』が披露され、コントの主役を奪う場面も見られた[5]。第5回まで家老役だった東が1988年7月に急逝した影響により、次の第6回では御家老が不在だった（後述の通り次期家老の桑野はこの回のみ青色の小袖を着用し、家来として出演）が、以降の第7回からは正式に桑野が家老役を務める事となった。このため「バカ殿様」の歴史上、御家老が存在しなかった回は独立後の第6回のみとなっている。
- 側用人
  - （全員集合・ドリフ大爆笑時代）：仲本工事

青色の小袖を着用。現在は殿のボケに側用人が右往左往されるスタンスとなっているが、仲本は殿にボケをかます事が多い。
そのため大概殿の逆鱗に触れて切られるというオチになる。
外国の「キスの挨拶」の時には仲本が無理やり殿にキスをした事もあった。
  - （全員集合・ドリフ大爆笑時代）：高木ブー
  - （独立後）開始-2000年春・2001年秋：田代まさし

ピンク色の小袖を着用。
独立後から出演しており殿のツッコミ役である。殿曰く「ツーと言えばカーの仲」。
その殿へのツッコミは絶妙であり、時にはボケをかまし（田代の持ちネタであったダジャレネタなど）、城内での役割を果たしていった。
しかし、2000年9月に不祥事（盗撮）を起こし一時降板。
2001年10月の放送で復帰したが、同年12月に再び不祥事（風呂場覗きおよび覚醒剤取締法違反）を起こして逮捕されると同時に芸能界を追放され、以降は正式に降板となった。
逮捕前に田代が出演し収録した2002年1月放送分のバカ殿様は大部分を田代抜きで再収録を行ったうえで放映されたものの、『モーニング娘。』の出演パートはスケジュールの都合上再収録は不可能であり、不自然なエアホッケーの点数表を後付けして隠し、田代が極力映っていない映像を使用するなどの編集で着ていた裃の一部や顎の付近などを除いて田代の顔が写さないようにしたが、編集が不可能なワンシーンのみ田代と同じ衣装を着た代役を起用して撮り直しが行われた。
DVD発売記念イベントで志村は「最近見ない家来知ってるか?もしかしてホリエモンと一緒になったか?」と、田代を連想させるトークをしていた。なおこのトークの部分は芸能ニュースなどのテレビ番組上で放送されることはなかった。
  - 渡辺徹

田代の代役として2001年冬に1回のみ出演した。同局の『志村X』より。
生家は代々志村藩に仕える家柄であり、自身も20年もの間、殿に仕える日を夢見ていた。
性格は基本的には真面目だがやや思い込みが激しい。
また、食べ物が絡むと周囲の誰にも止められないボケキャラとなる。
なお、渡辺はこれ以外にも殿の少年時代の幼なじみである「渡辺城のブタ若様」として出演した事もある。
側用人の時と同じく食いしん坊であるが、殿以上のボケキャラとなっており、食べ物への執着心も更に増していた[注釈 14]。
後述の優香姫同様、幼年期の友という設定のため、登場前には現在の殿が子供時代を回想するシーンが設けられていた。
  - ダチョウ倶楽部（肥後克広・寺門ジモン・上島竜兵）

初登場は1997年冬に殿の友達としてゲスト出演し、2002年秋以降はレギュラー出演となった。
緑色の小袖を着用。
特に上島は殿からのいじりや悪ふざけの被害を最も蒙っており、レギュラー出演後は腰元達にもいじられている[注釈 15]。また、正月の際には殿からお年玉をもらえない事が多く、殿（時には腰元達までにも）から酷い仕打ちを受けられている。
城下に出ようとする殿を追いかける時は、3人で手分けをしてはさみ打ちする。
レギュラーになる以前は、家来志願としてゲスト出演していた。「今度こそ殿の家来にしてもらおう」と意気込むも直接殿には会えないことが多く5分程度の出演が多かった[注釈 16]。
田代の二度目の降板の後に正式に家臣として登用した。
それぞれ自己紹介した際の名前が肥後は「肥後克之進」、寺門が「寺門ジモン之進」であり、上島だけ非常に長い自己紹介があり設定上は上島又三郎の長男「上島竜之介」となっている。
- 腰元
その時々の旬の女性アイドルを起用することが多く、4年～6年程度に一回は交代する（初期の由紀さおり、桜田淳子、松田聖子など例外あり）。

ドリフ大爆笑時
通常アイドル2人と由紀かアイドルのみの3人構成である。
基本は鼻の下を伸ばして名前や年齢を尋ねた後で「これ爺、布団の用意をいたせ!」と床に連れ込もうとしていかりや扮する筆頭家老に窘められる。
しかし由紀と小柳に対しては態度が変わり、ぞんざいな扱いの末乱心して刀を持ち出すのも定番である（後述）。全員集合では八代亜紀にも同様の態度であった。
独立後
グラビアアイドルの起用が増え、しばしば殿のセクハラの被害に遭っている。腰元同士ではOLのような会話を交わすことが多い。
- 由紀さおり
他のメンバーは毎回入れ替わるが彼女のみ固定。しかも他のメンバーより際立って年上[注釈 17] のため、殿が彼女の顔を見ると「エレファントマン」「ゲートボールの好きなおばさん」「お前がいると平均年齢がぐーっと上がるんだ」などと散々に言う。年齢にこだわりがあり、毎回殿に訊くよう求めるが思いきりサバを読む[注釈 18] ので殿が乱心して刀を持ち出す（時には家老のいかりやにも窘められる）のが定番である。
なお、由紀本人はこの役を気に入っており、再出演を熱望する発言もしている[6]。
- 小柳ルミ子
レギュラー扱いの由紀が休んだ際、その代役として年齢サバ読みを行ったことがある。
- 研ナオコ
明らかに他のメンバーとバカ殿の反応が違い、彼女を見るとオカマ呼ばわりのうえ「これ爺、打ち首の用意をいたせ!」と言われてしまう。赤まむしドリンクが好物。
- 渡辺美奈代
全員集合・ドリフ大爆笑時代とレギュラー化時代両方出演経験があり、一時期固定されていた。バカ殿とペアでコントを行う事が多い。
- 磯山さやか
2010年ごろから腰元として出演。ぽっちゃりをいじられ、殿から「ぶた山」、「ブタ」と罵倒される。
現在の腰元としては最長。他にも番組内で志村と柄本明の芸者コントでは、桶屋の女将さんをしている。

上記以外で出演経験がある人物は以下のとおり。
- 石川秀美
- 倉田まり子
- アグネス・ラム
- 桜田淳子
- 松田聖子
- 高田みづえ
- 小林幸子
- 柏原芳恵
- 石川さゆり
- 河合奈保子
- 石川ひとみ
- 榊原郁恵
- 浜田朱里
- 石野真子
- 中島はるみ
- 高見知佳
- 秋ひとみ
- 未唯
- 岩崎良美

レギュラー化後
- 松本典子
- 大西結花
- 山瀬まみ
- いしのようこ
- 可愛かずみ
- 堀江しのぶ
- 堀ちえみ
- 松本伊代
- 森口博子
- 荻野目洋子
- 田中美奈子
- 松居直美
- 田中美佐子
- パンプキン
- かとうれいこ
- 木戸由莉子
- 細川ふみえ
- 杉浦美雪
- 大野幹代
- 辺見えみり
- そめやゆきこ
- 安西ひろこ
- 吉田里深
- 菊池万里江
- 中林古都
- 谷野淳子
- 住吉世メ子
- 木内美穂
- 嘉門洋子
- 村田和美
- 龍崎れい子
- 保々麗
- 島崎和歌子[注釈 19]
- 永田杏子
- 宮田由莉
- 江川曜子
- 山口あゆみ
- 伊藤絵理香
- 谷理紗
- 平山綾
- 宮本えりか
- 山田千鶴
- 有坂来瞳
- 川村亜紀
- 川村ひかる
- 一戸奈未
- 藤本綾
- 安めぐみ
- 小池祥絵
- 坂下千里子
- 樹崎ひろみ
- 水島麻由
- 小池栄子
- MEGUMI
- 吉岡美穂
- サエコ
- 豊岡真澄
- 小島可奈子
- 坂口理香
- 阪本麻美
- 熊田曜子
- 松本さゆき
- 森下涼子
- 伊藤絵里香
- 江川曜子
- 藤崎奈々子
- 瀬戸早妃
- 小森未来
- 堀越のり
- 若槻千夏
- くまきりあさ美
- 大城美和
- 小松世奈
- 森下千里
- 夏川純
- 水崎綾女
- 小林恵美
- 佐藤和沙
- 谷澤恵里香
- 矢吹春奈
- 相澤仁美
- 川村ゆきえ
- 三井麻由
- 安藤成子
- 森本さやか
- 南まりか
- 田中優夏
- 木口亜矢
- 後藤陽子
- 赤井沙希
- 杉原由規奈
- 森下悠里
- シーナ茜
- おかもとまり
- 高橋まどか
- 中村静香
- 岡田佑里恵
- 亜里沙
- 桃瀬美咲
- カブトムシゆかり
- みひろ
- 野呂佳代
- 尾崎ナナ
- 原幹恵
- 池田夏希
- 渡辺早織
- 天木じゅん
- 葉加瀬マイ
- 片岡沙耶
- 磯山さやか
- 多岐川華子
- 丸高愛実
- 高嶋香帆
- 後藤郁
- 土井悠
- 夏目花実
- 麻美ゆま
- 菅沢こゆき
- 加島ちかえ
- 出口亜梨沙
- 石田安奈
- 小松千春
- 本田理沙

- 家来
  - （全員集合・ドリフ大爆笑時代）：仲本工事

全員集合・ドリフ大爆笑時代は仲本工事が一任で担当。
殿に勉強を教える学者役等、何役も演じている。
仲本のメガネキャラに合わせて独立後は乾き亭げそ太郎がその位置に変わる。
  - すわ親治 - 初期のみ
  - 桑野信義 - 第6回のみ。第7回より2代目家老となる。
  - 乾き亭げそ太郎（はぜき信一）

1997年より登場。水色の小袖とメガネを着用。仲本工事が座っていた位置に変わって登場。元運転手という設定になっている。
水色の小袖を着家来はかつては毎回4人程登場していたが、その後は2003年以降ずっとげそ太郎1人のみが出演していた。
鹿児島県で芸能活動を行うため、2016年10月放送分以降は登場しなくなったが、2017年10月放送分以降、一部シーンで登場している。
しかし毎回出番は極めて少なかった。
  - ぴんぽんず（松崎直哉・川本俊一） - 1991年～1999年
  - ジョーダンズ（山崎まさや・三又忠久） - 1994年～2002年
  - 片岡佳樹 - 1986年～1996年

（現在は夢麻呂という芸名でYANKEE STADIUM 20XXの座長を務めている）
- ベテラン芸者：柄本明
『志村けんのだいじょうぶだぁ』時代からの常連ゲスト。
恒例の芸者コントのほか、屋台の客、謎の陰陽師、大工職人、占いの先生、中村主水、遠山金四郎景元などの役を演じる。
年1回の頻度で出演しており、毎回スペシャルゲスト名義で出演している。
- バカ姫（優香姫）：優香 - 2002年冬～2016年冬・2019年春
殿の少年時代の幼なじみで、隣国の姫。
ピンク色の着物を着用している。
かるたの読み札の漢字を飛ばして読む[注釈 20] などバカ殿以上のバカであり、優香姫とのコントでは殿の方がツッコミに回る事が多い。
前触れなく「お友達」として殿の前に通されてきて、廊下を走ってきた後「ジャ〜ン!!」という挨拶でコントがスタートする。
正月に新年の挨拶をする時は必ず「あまけしておでめとう」と言う。
2002年1月放送分以降からは毎回出演しておりほぼレギュラーに近い感じだったが、実際はゲスト扱いであり柄本と同様で毎回スペシャルゲスト名義で出演している。
幼年期の友という設定のため、登場前には現在の殿が子供時代を回想するシーンが設けられる。
約14年間出演が続いていたが、2016年10月放送分以降からは出演していない。2019年春放送分は総集編として2年半ぶりに出演した。
なお優香はこのキャラクターとして出演する以前に、体が弱っていく殿を誘惑し天国へと導く天女役で出演した事がある（このため、優香の「バカ殿様」への初登場は「バカ姫」としてではない）。

### 主なゲスト
「バカ殿に謁見に来る」という設定で様々なゲストが登場する。出演タレントは若手からベテランまでの幅広いお笑い芸人・旬の女性アイドル・歌手・俳優・女優・大道芸人など幅広いジャンルの芸能人や多数出演。本項では出演機会の多いもしくは特記事項のあるゲストのみ記載する。また、上記の柄本や優香と同様で、全てスペシャルゲスト名義で出演している。
- 加藤茶 - 基本スタンスは定番のハゲ親父の「加藤茶太郎」で登場する。加藤城城主として出演する事もあるが、城下町でバカ殿が中森と恋愛関係になった時は指揮者に扮してムードを盛り上げようとしてオーケストラを呼んで妨害した。
- 高木ブー - 『ドリフ大爆笑』で恒例の雷様として登場。高木城城主としても登場した事があり、殿に厄介払いのようにぞんざいに扱われた。一度ゲストで登場した際に、強制退場を喰らっている。ケーズデンキのCMでは腰元に扮していた。
- 研ナオコ - ナオコ姫、芸者、昔話の登場人物（鶴・かぐや姫）
  - ナオコ姫…隣国の姫。障子からは登場せず、「ボヨヨ～ン」という効果音と共に画面の下から登場する。独特の言い回しで生卵、赤蝮（朝鮮人参、スッポンの生き血などの場合あり）を勧め、殿に精力を付けさせて「夜のお楽しみ」を狙う。殿が最も苦手な女性で、城に遊びに来てほしくない[注釈 21]。生卵の妙な言い回しは、元々は『8時だョ!全員集合』・『ドリフ大爆笑』・『志村けんのだいじょうぶだぁ』での志村と研の夫婦コントのネタである。登場頻度も高い。
- 藤山直美 - 殿の妹として出演。
  - 藤山は自身が『志村流』にトークゲストとして登場した際に「バカ殿に出たい」と志願し、役柄も自ら設定している。
- 広川ひかる - 上島の夢の中において、MEGUMIと入れ替わる形で登場。なお、サプライズ出演の為、上島は妻が出演する事は知らなかった。
- 志村和子（志村の実母） - 殿の夢の中に出演。広川と同様、サプライズ出演の為、殿は母が出演する事は知らなかった。
- E.T. - UFOが江戸時代の日本である殿の城前の森に下りてきたため、殿がそのUFOを見に行き、中からE.T.が登場する。宇宙の迷子で来たらしく「E.T.GO HOME」と連呼するE.T.をバカ殿はかわいそうに思い、城に泊まらせて腰元に変装させたが、バレてしまい追われる身に。逃げる途中で自転車に乗る場面では、E.T.の超能力で空を飛ぶシーンのパロディが流れた。
- ファルコン - バカ殿の場内の雪の中に埋もれており、殿を乗せて空を飛んだ。
- ビートたけし - 殿の城の隣にあるたけし城の殿として出演。側近として、たけし軍団のつまみ枝豆を連れて来た。
- 笑福亭鶴瓶 - 大阪の城の殿として出演している。
- 所ジョージ - 所城城主として出演。裃がジーンズ製という時代設定がいい加減な格好で登場し殿中でスクーターを走らせるという突拍子もない行動をした。また、即興で「志村けん」の替え歌を作り付き人時代のいかりや長介への怒りをテーマ[注釈 22] およびに東村山をテーマにした「東村山ラプソディー」という曲も披露している。
- 竹脇無我 - TBS系の時代劇『大岡越前』の榊原伊織役として有名だった俳優。1993年の正月スペシャルに出演。
- 神田川俊郎 - 1995年の夏スペシャルにおいて、 献上されたマグロを使った料理で殿達にご馳走させた。なお、神田川の弟子2人も神田川の助っ人として駆け付けている。
- 吉幾三 - 北国の城の殿として出演。初登場時は強烈な酒を振舞って腰元や家来たちと度胸対決させた。後に同役で何度も出演。自身の楽曲の歌唱シーンでも登場している。
- 梅宮辰夫 - 必殺シリーズのパロディコントにて、飾り職人の秀役として出演。なお、本家必殺シリーズの一作『江戸プロフェッショナル・必殺商売人』の仕事人・新次役として出演しており、本家に出演していた俳優がパロディを担当した珍しい例である。
- 倍賞千恵子 - 必殺シリーズのパロディコントにて、おりく役として出演。梅宮とは異なり、本家には一切出演していない[注釈 23]。
- コロッケ - 城下でものまねを披露する。毎回殿のものまねで登場して、新作のものまねを披露している。
- 中森明菜 - 城下町の町人として出演。一目ぼれした殿は草履の鼻緒を直したりして恋仲となるが、加藤の妨害によって散々な目にあったが、最後に3人でヒゲダンスを披露する。1993年の正月スペシャルに出演。
- 壇蜜 - 近年[いつ?]準レギュラー化しており、謁見コーナーへの出演はなく、おもにお色気コントを担当。
- ダウンタウン（浜田雅功・松本人志） - 初登場時、殿の振舞ったオリジナルの焼酎で度胸対決をし、後にゴルフ場ロケでのゴルフ対決を繰り広げた。2019年正月放送分では、番組のオープニングで浜田がニセモノの殿に扮して登場し、本物の殿を平手打ちしたほか、ハリセンで引っ叩いたりした。その際、殿は「芸能界で、俺を殴れるのはお前だけ」と、浜田に対して激怒していた。
- ナインティナイン（岡村隆史・矢部浩之）
- タカアンドトシ（タカ・トシ）（余興披露、忍者、家来志願、殿の友人、客人） - 2000年代以降は準レギュラー化で出演しており、以前のダチョウ倶楽部に近い存在となっている（直接殿に会えることが多いので、扱いはダチョウ倶楽部よりも良い）。また、登場の最初には必ず漫才を披露している。
- 川口誠（パピアントグッチャングッチャン） - 『志村けんはいかがでしょう』が水曜日に放送されていた時期に出演。「いかがでしょう」の名物ギャグである「ろくでなし」を歌った。
- 中嶋朋子 - 『北の国から』の黒板蛍役でそのまま登場。田代演じる五郎のパロディと共演する。
- マツコ・デラックス - 2013年の正月スペシャルでは殿の妄想の夢で出演し、2020年の正月スペシャルでは謎の居酒屋の女将として出演している。
- 八代亜紀 - 演歌パロディにて出演。まじめに「舟唄」を歌っている最中を殿に妨害される。
- ミニモニ。 - 志村の希望で出演。一緒に「うれしいな」の芸を披露し、一緒にアイーン体操を行った（今まではバカ殿と側近、腰元で体操を披露していたが、この回は特別に“バカ殿ミニモニ。”で構成）。後には、スペシャルコラボユニットとして“バカ殿様とミニモニ姫。”を結成して、シングルCD「アイ〜ン体操/アイ〜ン!ダンスの唄」をリリースした。
- 温水洋一 - 殿の影武者として出演。ただ、あからさまに殿とは似ていない温水に殿は終始唖然としていた。かつて「ドリフ大爆笑」で沢田研二と行った鏡コントも実施している。
- ももいろクローバーZ（客人、腰元志願） - 2014年以降、毎年秋の放送分で出演。2015年の出演では腰元チームに勝ったが、スケジュールの関係で腰元入りはかなわず、代わりにスイーツを獲得。殿と一緒に「うれしいな」の芸を披露。ゲーム以外では、コントの修行僧役で登場したことがある。
- ふなっしー - 2013年から出演。初出演時には、殿にふなっしーが自己紹介したり、特技である梨転がしやマイケル・ジャクソンのダンスを披露した。最後には殿と一緒に「うれしいな」の芸を披露。2回目の出演時には、幼少時代のバカ殿と優香姫がだるまさんがころんだで遊んでいる最中にいきなり乱入し、最後に二人を走り回りながら追いかけた。その後も殿の幼少時代のもう一人の友人として何度か登場し、殿と優香姫の遊びに加わっている。4回目の出演時には、56番目の弟のふなごろーも登場。
- 日本エレキテル連合（橋本小雪・中野聡子） - 代表ネタ「ダメよ〜ダメダメ」が特徴的なセリフの「未亡人朱美ちゃんシリーズ」で城の至る所で登場した。
- 草彅剛 - 2015年1月5日放送の『SMAP×SMAP』でバカ殿チームとSMAPがゲーム対決して、リーダーの中居正広が勝ち50対20でSMAPが勝ち、翌週の13日放送の本家バカ殿に出演を果たした。さらに、『志村けんのだいじょうぶだぁ』で志村が扮するキャラ「いいよなお兄さん」に扮して出演した。
- 紗倉まな - 殿の夢の中でパートナーの女性として度々出演。
- なすび - 1999年秋のスペシャルにて、200年前に城の地下奥深くで暮らしていた原始人役で出演。なお、志村のポーズである「アイーン」という声をつけたのはなすび本人が最初である。また、髪と髭は日本テレビ系のバラエティ番組『進ぬ!電波少年』で挑戦した『電波少年的懸賞生活』シリーズ開始から終了まで伸び続け、本番組に出演した時はまだ処理していないままだった[注釈 24]。
- 島田秀平 - 城下の占い師として出演。殿の手相を占って、今後の仕事運や恋愛運を発表していた。
- 二階堂ふみ - 城下の町娘役として出演。
- 河北麻友子 - 2016年の秋のスペシャルにて、城下の町娘役として出演。殿は河北に好意を持つも、既に恋人がいた（という設定）為[注釈 25]、またしても振られて終わる。
- ブルゾンちえみ with B - 殿と二階堂がダチョウの3人が演じるヤクザに追いかけられる道中で突然登場し、ネタを披露した[注釈 26]。
- 千鳥 - 殿とプライベートも交流もある大悟が志村との意外なエピソードや下積み時代の話を披露した。
- 渡辺直美 - ランプの妖精で登場。通常とは逆に妖精自身の願いを叶えようと殿を振り回す。変なおじさんを演じた。

他多数

### ナレーター
- 宮内幸平（第1回・第2回）
- 井上真樹夫（第4回・第11回）
- 古川登志夫（第13回）
- 山田真一（傑作選・2002年4月）
- 戸部洋子（第66回・第70回）
- 遠藤玲子（第67回）
- 中村仁美（第68回・第71回）
- 山中章子（第69回）

### レギュラーの別役
- 志村けん（バカ殿パロディ必殺仕置人のキャスト=勇次）
- 桑野信義（バカ殿パロディ必殺仕置人のキャスト=西海屋、秀がストリップショー風に踊って、出て来たトランペットを吹く瓦版屋）
- 田代まさし（作中時折登場するいかりや長介）
- 肥後克広（作中時折登場する森本レオのものまね）

## 番組内のコント・ネタなど
当初からパターンが決まっている場合が多く、コントの流れは定番化している。コントの流れは下記に示すとおりである。
怒りの定番パターン
- 家老や田代、上島などに「バカ」と言われると尺八の効果音が鳴って奇妙な表情をしてから扇子を落とし、背後に置いてある刀を抜いて斬りかかろうと脅す。この時だけ、いつものバカ声から急にドスの利いた低音で激昂する。その後ちょっとしたきっかけで、すぐ元に戻る。他にも「バカ野郎」・「アンポンタン」・「ケチ」・「唐変木」と言われても激昂する。ほかには上島に「白いドスケベ」といわれて怒ったこともある。
- どう見てもささいなことでいきなり無意味な尺八が響き、怒って野太い声で脅すギャグも全員集合時代から登場していた。全員集合版（舞台セット）では首を回して表情を一変させるだけであったが、ドリフ大爆笑版はキレる瞬間片手に持った扇子を落とすアクションを追加。
- 家老に怒る時、なぜか牛やライオンなど動物の鳴き声や『阪神タイガースの球団応援歌である六甲おろし』や『ようかい体操第一』の歌を発したりする。また、これらの効果音がかなり連続して流れると殿が疲れ果てて「ついていけない」とぼやく。過去には武富士のCMソングであったジョー・リノイエの「SYNCHRONIZED LOVE」が流れた事もある。
- 怒ったバカ殿が爺や家臣に向かって桜吹雪ならぬ「このBCG（予防接種の跡）が黙ってねーぞ」と言う。「この（ゴルフの）日焼けの跡が黙ってねーぞ」と言ったこともある。
- 『ドリフ大爆笑』時代（特に1980年代前半）は、よく由紀さおりが腰元として出演していた。由紀は城に長年仕える腰元という設定で、殿が周囲の若い腰元に「年はいくつじゃ?」と聞き、その若さに満足した後、どう見ても年増の由紀に（嫌々ながら）年齢を聞くと「15歳でございます」などとサバ読みで返された途端尺八の音がし、殿が怒る（動作は後述のパターンと同じ）というパターンが定番であった。由紀は最初は19歳だと名乗っていたが、まわりに若い腰元が増えるにつれ本人も若返っていき、最終的には11歳と名乗るまでエスカレートした。殿は刀を抜きながら「てめぇ◯◯歳の女がママさんバレーをするか!」、「小学生が更年期障害に悩んで命の母を飲むか!」や「こやつはお肌の曲がり角どころか人生の曲がり角だわ!」、「〇〇歳の女がお産で母子手帳にマル高[7]のハンコが押されるか！」とツッコむ。また、由紀が欠席の際は小柳ルミ子などが代わりにその役を演じた。このサバ読みネタは全員集合時代から行われており、八代亜紀などのベテラン女性タレントが役を担当した。

その他の定番パターン
- OPでは「殿のおなーりー」という声に合わせて殿が入室するが、奇抜な恰好で登場するので家老にダメ出しをされて仕切り直しとなる。
- 時々隠居として、家老に内緒で城下町に下りていくが、その城下町が現在の都会の場合がある。大体は若い町娘の事が目的であるが、男性芸能人が演じる入水しようとした町民の男性などを助ける事がある。また、ダチョウ倶楽部の3人は町民の借金を取り立てに来たヤクザの役としても出演する事がある。
- 酒井若菜[注釈 27]・木村佳乃[注釈 28]・板野友美[注釈 29]・足立梨花[注釈 30]ゲストに迎えた際には、「病気のお父つぁんコント」を行って最後は父親（演じているのはすべて志村）が病気の身であるにもかかわらず、娘から神社でのお百度参りを無理矢理させられ、途中で倒れて「これ（お百度参り）お前がやるんじゃねぇのかよ！」とツッコミを入れながら亡くなり、娘は号泣するまたは「お父つぁーん!!」と叫びながら悲劇な結末を迎える（というオチ）[注釈 31]。なお、このオチのパターンは『志村けんのだいじょうぶだぁ』の「貧乏親子物語」と同じであり、同コントは本番組の一部の回でも行われている事がある。
- 家老などにおべんちゃらを言われ「そりゃそうだ!」と言いながら喜ぶ。
- 腰元に好意を寄せられるなど、うれしくなると「うれしいなぁ」と叫びながら立ち上がり妙な音楽とともに踊りを踊り「照れるなあ」と締める。この踊りは後述の女性ゲストにもレクチャーし真似させることがある。
- 芸人以外の若手女性芸能人やフジテレビの女性アナウンサーがゲストで来たときは、まず年齢を聞き、「○○歳でございます」と言うと、「○○歳か、これ爺、布団敷け」と言うのが定番になっている。
- 「殿に仕官したい」という目的で来たゲストは、爺や側用人（ダチョウ倶楽部）と家来の座を賭けてゲームを行う。内容は殿が3種類の珍味（塩辛・納豆・豆板醤などで、時にはマムシ・イモムシ・タガメなどの出オチ食材もある）をミキサーでかき混ぜたドリンクを出し、中身を当てるというもの。ドリンクだけではなく、3種類の珍味をミキサーでかき混ぜためんつゆに蕎麦をつけて食べるなどのケースもあった。なお、女性の場合は対象物がお土産に変わる。
- 殿が家老をおちょくったり、無断で城下へと出かけようとするなどして、怒った家老と城内で追いかけっこをする。途中でダチョウ倶楽部が増援として加わる。お互いに様々な仕掛けやイタズラを行い、城内の構造物の数々に忍者屋敷のようなからくりが施されていることも多い。また、この途中で殿がダチョウ倶楽部の3人を1人ずつある部屋に連れて行き、その部屋で謝罪（礼）するが、それと同時に上から振り子式ハンマーが下りてきて肥後と寺門が当たる事になる（ただし、上島の時は上島も礼をしてしまうので、先に礼を終えた殿に当たる）。外部にある蔵に入った場合は、相手側が外から鍵をかけるので閉じ込められた側が無理矢理こじ開けようとした結果、外壁が倒れて外にいた側が下敷きになる。
- 宴会の際にしりとり歌合戦をすることになったが、爺や側用人は使われにくい文字だけで攻め、それに対し殿は指名された文字とは違う曲目に無理矢理指名された文字を組み入れて通そうとする（例:側用人が「の」から始まる歌を指名する→殿が『ドリフ大爆笑』のオープニングの頭文字を無理矢理「の」に変えて「ノ・ノ・ノリフの大爆笑」と歌う）ズルで対抗し、爺や側用人から諌められても逆ギレしたり言い訳をする為、最終的にゲームはグダグダとなって、お互いに料理を投げつけ合う乱闘になり、最後には爺が投げられ壁に激突して大怪我をしてしまう。
- 蜘蛛の巣に掛かった昆虫の恩返しや初夢、虫の鳴き声など、リメイクしつつ流用したネタも多い。例として、昆虫の恩返しネタでは蝶を捕まえた蜘蛛を踏み潰した殿が蜘蛛に仕返しされたり、御用人が蜂に襲われる、初夢ネタでは枕の下に隠した本にまつわる夢を見ていた殿に初夢のネタをすり返られた御家老と御用人が殿に仕返しする、など。さらに、御用人に御家老が結構スケベだと聞いた殿が、御用人といっしょに御家老の夢をすり返るという逆パターンもある。
- 基本的にコント中に登場する酒類は全て本物であり、時には本番中にもかかわらず志村や共演者が酔ってしまい、コントにならなくなってしまう事もある。特に有名なのが志村が悪代官を演じ、桑野信義が演じる越後屋と結託して悪巧みする『悪代官』コントであるが、その際に代官が焼酎やウォッカなどのアルコール度数の高い酒を越後屋と飲み比べた結果、最終的にお互いに泥酔し、呂律が回らない、支離滅裂な会話を交わす、その場では悪徳商人役の桑野を「爺」と呼んでしまうなど、実質、コントとしては破綻した状態になってしまっていた。
- 殿に仕える腰元の歴代総数は、2008年10月時点で332人に、2012年4月3日時点で、453人に[8] 達している。
- 2000代以降はキレた時だけでなく普段でも、裏声を生かしたバカ声ではなく低音の利いた地声でしゃべることが多くなっている。もっとも過去のギャグには、低音で家臣にくだらない相談をしたり命令を出すことも多かった（定番のパターンでは、実行に移しても大抵は失敗して自身がとんでもなく酷い目に遭う）。
- 殿が歌を歌う時には、その超オンチぶりから家臣全員がひっくり返り、殿が「ごめんなさーい!!」と叫ぶのが定番だった。しかし、後にそれがさらにエスカレートし、あまりの酷さに城が全壊したり、城下町が大規模な地割れに見舞われたり、腰元の顔[注釈 32] が爆発したりするようになった。家老がトイレにいて、殿の歌が始まると同時に便器の中に落ちてしまうというパターンもあり、これも定番化している。
- 殿が病に倒れ、家来一同で看病している時、殿は朦朧とした意識の中で天国の夢を見る。夢の内容は殿が「ここから天国」と書かれた標識に従って進むと天女（細川ふみえ・優香・壇蜜）が手招きしており、天女は色仕掛けで殿を誘惑する。天女の誘惑に乗った殿はそのまま三途の川を進んでいき、現実では夢の進行状況に応じて脈が弱まる、手が冷たくなるなど容態が徐々に悪化。最終的には家来の呼び掛けを完全に無視した殿が天女に手を引かれ、天蓋付きのベッドに入り「昇天」したところで息を引き取り、現実の殿はいやらしい笑みを浮かべたまま亡くなる（という夢オチ）[注釈 33]。
- 番組初期、特に夏場の時期になるとホラーを題材としたコントが放送される事が多かった（例:「城に住み着く悪霊に取りつかれた殿が腰元に襲い掛かる」「腰元と密着したいがために田代をオバケ役にして腰元を驚かしていたが、その後本物のオバケに遭遇してしまう」｢城の火事に逃げ遅れて腰元(渡辺美奈代)と白骨化する｣など）。時にはグロテスクな描写もあり、オチもバッドエンドとなる事がほとんどであった。しかし90年代後半以降より、このようなコントは減少傾向にあり、2024年現在はホラーを題材としたコントは全く放送されなくなっている。

## 色々なパロディ作
このパロディのほとんどが映画とテレビドラマである事が多く、パロディの流れは下記に示すとおりである。
- 『ウルトラマン』 - OPコントにウルトラマンのパロディ「ウルトラの殿様」が登場してに街に出現した怪獣と戦い、スペシウム光線で退治すると同時に市民からの歓声を受けて、自身も踊りだす。ウルトラの殿登場時の音楽は「ウルトラマンの歌」、怪獣の着ぐるみは『超電子バイオマン』の「バイオソードBOX」CM内に登場した怪人で、鳴き声はアンギラスの流用である。
- 『男はつらいよ』 - 町娘に振られて失敗に終わった殿が「車寅次郎」の帽子とカバンを用意した状態で和船に乗って行った。
- 『マグマ大使』 - 第12回の便所シーンにマグマ大使本人が登場した。
- 『快傑ライオン丸』 - 第12回の便所コントにライオン丸本人が登場した。
- 『月光仮面』 - 第12回の便所コントに月光仮面本人が登場した。
- 『ウルトラQ』 - 第12回の便所コントにカネゴンが登場した。
- 『大魔神』 - 第12回の便所コントに大魔神本人が登場した。
- 『ゴジラ』 - 第12回の便所コントにゴジラ本人が登場した。
- 『ネバーエンディング・ストーリー』 - 殿様が妙な雪山に乗るが、実はそれは「ファルコー」の擬態。殿様を乗せたまま空中を飛ぶ
- 『スーパーマン』 - ファルコーに乗った殿様の前に田原俊彦が扮する「スーパーマン」が現れるが、「バカじゃねえの」と言って何もせずに飛び去る。胸には「S」ではなく「殿」と書かれている。
- 『トップガン』 - 田原扮するスーパーマンの次に殿様のメイクと鬘をした「ピート・ミッチェル」がF-14に乗って現れ、殿様をファルコーから突き落とし、ファルコーを自分の物にした。
- 『101回目のプロポーズ』 - 第6話のラストシーンを再現。
- 『ジョーズ』 - 温泉に浸かった殿様を「人食い鮫（ホホジロザメ）」が襲ってくるが、実は背びれのおもちゃだった。
- 『ゴースト』 - 代表的な名シーンの再現。
- 『13日の金曜日』 - ジェイソンのパロディ 「志村ジェイソン」が腰元一人を襲い掛かるというもの。
- 『北の国から』 - 「おじいさんとあの時の馬」の再現だが、志村ジェイソンと腰元一人が一時でここによった。
- 『トータル・リコール』 - 追われる腰元一人に声をかけられた殿様は変なおじさんが化けた偽者で、殿様の頭部が「顔割れオバサン」のごとくに割れて中から変なおじさんが出てきた。
- 『エイリアン』 - 「エイリアン」が登場している。△では志村ジェイソン追われる腰元一人の背後か現れる（この時の鳴き声はアンギラスの流用）が、なぜか2匹が志村ジェイソンの両足に付けていた。
- 『E.T.』 - 代表的な名シーンの再現。
- 『フジテレビのコマーシャル』 - 「サービス」編の第1弾CMの再現で、謎の地下室に入った殿様と腰元一人も曲に合わせて真似るが、三つの穴を塞いだ岩に頭をぶつける。
- 『モダン・タイムス』 - チャップリンが歯車に巻き込まれるシーンの再現で、フジテレビのコマーシャルの次に登場。
- 『高校教師』 - 研究室での名シーンの再現で、モダン・タイムスの次に登場。
- 『ひとつ屋根の下』 - 高校教師の次に登場。
- 『氷の微笑』 - キャサリン・トラメルがジョニー・ボズを誘惑し殺害しようとするシーンの再現で、ひとつ屋根の下の次に登場だが、途中で志村ジェイソンが現れる。
- 『水の旅人』 - 13日の金曜日 2の次に登場、殿様と腰元一人が途中で小人サイズになる。
- 『ジュラシックパーク』 - 殿様と腰元一人が偶然にジャングルと繋がる扉に入り、しばらくすると恐竜の鳴き声が響き、逃げた先から「スティラコサウルス」(鳴き声はモッグスの流用) と「アンキロサウルス」(鳴き声はギャオスのアレンジ)に脅かされ、逃げた先に見つけた卵から「ティラノサウルス」の赤ちゃんが生まれた所に「ティラノサウルス」の親 (鳴き声はネズバードンの流用) に脅かされた。
- 『エクソシスト』 - 志村扮する神父が悪魔に取りつかれベッドに拘束された腰元に悪魔祓いとして聖水をかけるが段々とエスカレートしバケツで聖水をかけ腰元を水浸しにしてしまう。別バージョンも存在し、聖水をかけるところまでは一緒だが、なぜか手品ショーになってしまう。
- 『オーメン』 - 上島扮するダミアンが女性に襲い掛かるが胴着を着て「お～面！」と叫ぶ志村に竹刀で頭を叩かれる。なお、ラストはダミアンが「オーメン3もあるのかな？」とボケるもの。
- 『狼男』- 城内の納涼として田代が用意。女性と一緒にいて月を見た志村が狼に凶変するが女性を襲う事無くズボンを下ろし大便をする効果音が流れるとともにうんこ座りの志村と巨大な黄色い大便のセットが登場し志村は女性に「オー紙！」とお尻を拭く紙が欲しいと訴えるが気味悪がった女性は逃げてしまう。志村は女性を追いかけ「オー紙よー！」と叫んだところでタイトルが表示され「狼男」の表示が落下し「オー紙男」に変わる。用意した田代は絶賛していたが殿たちには「笑点じゃねぇんだからよ」と大不評であった。
- 『リング』-呪いのビデオを再生すると、テレビ画面から山村貞子が出現するが、その正体は志村扮する変なおじさんというオチ。

## 使用された曲とBGM
劇中で蓄音機（前者は側用人が持ってきた、後者は物置部屋で発見された。）から流れる曲は前者は「メリー・ジェーン」、「白鳥の湖（序章）」、「マイム・マイム」、「INOKI BOM-BA-YE」、「Do Me」、「必殺シリーズのテーマ曲」。後者は「二十一世紀音頭」、「メリー・ジェーン」、「冬のソナタのテーマ曲」、「マイム・マイム」、「必殺シリーズのテーマ曲」。
- 第26回での殿様のイメチェンでは「-花火-」、「すみれ September Love（SHAZNA Ver.）」が使われた。
- 第27回で殿様と一人の腰元がテープレコーダーでやり取りするシーンでは「I LOVE YOU」、「こまっちゃうナ」、「空に太陽がある限り」、「UFO」、「兄弟仁義」、「ほんきかしら」、「星のフラメンコ」、「経験」、「激しい恋」、「青い果実」、「バンザイ 〜好きでよかった〜」、「まつのき小唄」、「ハイそれまでヨ」、「微笑がえし」、「カサブランカ・ダンディ」、「笑って許して」、「ズルい女」、「くちびるから媚薬」、「また逢う日まで」、「わたしの青い鳥」、「大利根無情」、「待つわ」、「よこはま・たそがれ」、「アタックNO.1」、「泣かないで」、「飾りじゃないのよ涙は」、「私は泣いています」、「マイ・ハート・ウィル・ゴー・オン」、「大都会」が使われた。
- 第55回で借金取り及び浪人が現れるシーンでは『忍風戦隊ハリケンジャー』 の物が使用された。

## 放送データ一覧
| 回数           | 放送日                                      | 放送時間（JST） | 放送タイトル | ゲスト | 備考 |
| -------------- | ------------------------------------------- | --------------- | --- | --- | --- |
| 第1回          | 1986年4月28日（月曜日）                     | 19:30 - 20:54   | 志村けんのバカ殿様 大公開!誕生・㊙ばなし 初体験おしのび城下町 わがままでゴメンネ!                                                                          | 堀ちえみ（白鷺城の姫） 網浜直子（町娘） | 『月曜ドラマランド』枠にて放送。 |
| 第2回          | 1986年8月25日（月曜日）                     | 19:30 - 20:54   | 夏休み特別企画 志村けんのバカ殿様 ギャーのおばけ騒ぎにニャッの海水浴にヌレヌレ舟遊び おまけに失恋物語はとってもつらいのヨ!                                 | 堀ちえみ（町娘） 稲川善一（町娘の父親） 緑さやか（お化け） | 『月曜ドラマランド』枠にて放送。番組歴代最高視聴率27.1%を記録。 |
| 第3回          | 1987年8月17日（月曜日）                     | 19:30 - 20:54   | 夏休み特別企画 志村けんのバカ殿様 セミ取り・行水・ししおどし とっても恐いぞ! スリラー身投げ助けて甘い夢 おまけに不思議な城下町 殿はとってもじられないしん! | | 『月曜ドラマランド』枠にて放送。 |
| 傑作選1        | 1987年11月9日（月曜日）                     | 19:30 - 20:54   | 志村けんのバカ殿様 総集編 | | ここまでは『月曜ドラマランド』枠で放送。 翌週から『志村けんのだいじょうぶだぁ』が月曜20時台でレギュラー放送開始。ナレーターは井上真樹夫。 |
| 第4回          | 1988年1月3日（日曜日）                      | 19:00 - 20:54   | お正月スペシャル 志村けんのバカ殿様賀正よろしくどうぞ お見事、新春はしご乗り 殿は飲みすぎ・二日酔い おせち料理ダジャレ合戦 こわい初夢ー雪女                | 松本伊代 国生さゆり 松本典子 石野陽子 田中美佐子（雪女） | 東八郎・堀江しのぶ最後の出演。 |
| 第5回          | 1988年8月26日（金曜日）                     | 19:00 - 20:54   | 夏休み特別企画 志村けんのバカ殿様 | | 『金曜おもしろバラエティ』枠にて放送。 御家老不在 東八郎追悼企画あり。 |
| 第6回          | 1989年1月2日（月曜日）                      | 18:30 - 20:54   | お正月だよ!志村けんのバカ殿様 笑う門には福来たる | コロッケ 海老一染之助・染太郎 チョロ松くん（周防猿まわしの会所属のニホンザル） しのざき美和 小谷由美（UFOの使者）                                                     | 昭和最後の放送。 桑野信義御家老初登場。 |
| 第7回          | 1989年7月21日（金曜日）                     | 19:00 - 20:54   | '89夏休み特別企画 志村けんのバカ殿様 | | 平成最初の放送。 『金曜ファミリーランド』枠にて放送。 |
| 第8回          | 1990年1月3日（水曜日）                      | 18:30 - 20:54   | お正月スペシャル 志村けんのバカ殿様 | | |
| 第9回          | 1990年8月31日（金曜日）                     | 19:00 - 20:54   | | | |
| 傑作選2        | 1990年11月9日（金曜日）                     | 19:00 - 20:54   | 志村けんのバカ殿様傑作集 | | 傑作選 |
| 第10回         | 1991年1月2日（水曜日）                      | 19:00 - 20:54   | | | |
| 第11回         | 1991年9月3日（火曜日）                      | 19:00 - 20:54   | | 飯島直子（海辺の美女） | 『火曜ワイドスペシャル』枠にて放送。 同年4月1日に開局した岩手めんこいテレビでもネット開始。 |
| 第12回         | 1992年1月2日（木曜日）                      | 18:30 - 20:54   | 新春お正月スペシャル! 志村けんのバカ殿様 | 岡本夏生（町娘） 田原俊彦（スーパーマン※特別出演） 中嶋朋子（蛍※「北の国から」より ポール牧                                                                           | |
| 第13回         | 1992年3月10日（火曜日）                     | 19:30 - 20:54   | 志村けんのバカ殿様 もう一度いいじゃん | | 『火曜ワイドスペシャル』枠 |
| 第14回         | 1992年9月1日（火曜日）                      | 19:30 - 20:54   | | | 『火曜ワイドスペシャル』枠 |
| 第15回         | 1993年1月8日（金曜日）                      | 19:00 - 20:54   | お正月スペシャル! 志村けんのバカ殿様 | 中森明菜（町娘） 西村知美（町娘） /いとうまい子（蕎麦屋の娘） 矢崎滋（蕎麦屋の客） 松本伊代（蕎麦屋の客） 加藤茶（大工） 竹脇無我（正義の味方?） 吉幾三（屋台の親父） | 『金曜ファミリーランド』枠 山形テレビでは同年4月1日のネットチェンジに控え最後の放送。 |
| 第16-1～16-5回 | 1993年8月2日 - 1993年8月30日 （毎週月曜日） | 20:00 - 20:54   | 志村けんのだいじょうぶだぁ 夏休み特別企画 | | 夏休み特別企画として、1ヶ月限定でレギュラー化された。 1993年9月27日に『志村けんのだいじょうぶだぁ』が月曜20時台でのレギュラー放送終了。 その後、2020年3月4日までスペシャル番組として放送した。                                                                                        |
| 第17回         | 1994年1月5日（水曜日）                      | 19:00 - 20:54   | 新春大爆笑スペシャル 志村けんのバカ殿様 | 中森明菜（町娘） 結城貢（料理人） | |
| 第18回         | 1994年9月9日（金曜日）                      | 19:00 - 20:54   | | | 『金曜ファミリーランド』枠 |
| 第19回         | 1995年1月4日（水曜日）                      | 19:00 - 20:54   | 志村けんのバカ殿様! 新春スペシャル 殿のお酒攻撃でダウンタウン泥酔 本音ボロボロ                                                                             | ダウンタウン（松本人志・浜田雅功） 周富徳 周富輝 | |
| 第20回         | 1995年8月31日（木曜日）                     | 19:00 - 20:54   | 志村けんのバカ殿様 残暑お見舞いスペシャル | 研ナオコ（隣国の姫） 小柳ルミ子 大澄賢也 鈴木杏樹（隣国の姫 ※イメージ出演） 篠原涼子（隣国の姫 ※イメージ出演） 神田川俊郎（料理人）                                   | 『木曜ファミリーランド』枠 |
| 第21回         | 1996年1月5日（金曜日）                      | 19:00 - 20:54   | | 吉幾三（津軽のお殿様） 今田耕司（家来志願） 東野幸治（家来志願） ともさかりえ（町娘） 小出由華（見合い相手） 飯島愛（見合い相手） 久本雅美（見合い相手）              | |
| 傑作選3        | 1996年3月22日（金曜日）                     | 19:00 - 20:54   | 桜満開!志村けんのバカ殿様 | | 『金曜超テレビ宣言!』枠、傑作選 |
| 第22回         | 1996年8月27日（火曜日）                     | 19:00 - 20:54   | | 所ジョージ 片岡鶴太郎（居酒屋店主） 安室奈美恵（客人） 久本雅美（花魁）                                                                                               | 『火曜ワイドスペシャル』にて放送。後の家来となるダチョウ倶楽部が初登場。 |
| 第23回         | 1997年1月7日（火曜日）                      | 19:00 - 20:54   | おまたせ!志村けんのバカ殿様 | 柄本明 渡辺徹 ダチョウ倶楽部 ナインティナイン 猿岩石 三井ゆり（雪女）                                                                                                 | 『火曜ワイドスペシャル』にて放送。後の家来となるダチョウ倶楽部が初登場。 |
| 傑作選4        | 1997年3月28日（金曜日）                     | 19:00 - 20:54   | 春一番!志村けんのバカ殿様 | | 傑作選。 『金曜メガTV』枠にて放送。 この翌々々日に開局を控えたさくらんぼテレビと高知さんさんテレビではサービス放送でネット開始。 |
| 第24回         | 1997年9月16日（火曜日）                     | 19:00 - 20:54   | 志村けんのバカ殿様 最新作特大号 | ダチョウ倶楽部 つぶやきシロー（家来見習い） | 『火曜ワイドスペシャル』枠にて放送。 |
| 第25回         | 1998年1月3日（土曜日）                      | 19:00 - 20:54   | 新春!初笑い!!志村けんのバカ殿様 | ビートたけし つまみ枝豆 ダウンタウン ダチョウ倶楽部（忍者） 八代亜紀 菅野美穂                                                                                         | |
| 第26回         | 1998年9月17日（木曜日）                     | 19:00 - 20:54   | 志村けんのバカ殿様 〜メイクミラクル!〜 | ナインティナイン（城下の農民） ダチョウ倶楽部 ネプチューン（家来志願） さとう珠緒 柴田理恵 高木ブー（雷様）                                                           | 『強力!木スペ120分』枠にて放送。 |
| 第27回         | 1999年1月6日（水曜日）                      | 19:00 - 20:54   | 志村けんのバカ殿様 '99だっちゅーの!! | 栃東 木村佳乃（町娘） ダチョウ倶楽部 パイレーツ 桜樹ルイ | |
| 傑作選5        | 1999年4月7日（水曜日）                      | 19:00 - 20:54   | 志村けんのバカ殿様 '99花よりだんご3兄弟が好きなのよスペシャル                                                                                              | | 傑作選。 |
| 第28回         | 1999年10月6日（水曜日）                     | 19:00 - 20:54   | 志村けんのバカ殿様 秋一番!!笑いの大豊作 | 加藤茶 ダチョウ倶楽部 中山秀征 TIM ジョーダンズ なすび | |
| 第29回         | 2000年1月5日（水曜日）                      | 19:00 - 20:54   | 2000年も大爆笑! 志村けんのバカ殿様スペシャル | 内藤剛志 くじら 加藤紀子 ダチョウ倶楽部 吉幾三 たけし軍団 大塚範一 小島奈津子（当時フジテレビアナウンサー）                                                           | |
| 傑作選6        | 2000年3月21日（火曜日）                     | 19:00 - 20:54   | 志村けんのバカ殿様 桜満開スペシャル | | 『火・曜・特・番!!』枠にて放送、傑作選 |
| 第30回         | 2000年8月8日（火曜日）                      | 19:00 - 20:54   | 祝!30回記念 志村けんのバカ殿様スペシャル | ダチョウ倶楽部 中山秀征 | ここまでは『火曜ワイドスペシャル』枠で放送。 この回は珍しくフジテレビの日に放送。 |
| 第31回         | 2000年10月6日（金曜日）                     | 19:00 - 20:54   | 志村けんのバカ殿様 秋の大収穫祭スペシャル!! | 爆笑問題 | 20世紀最後の放送。 田代まさしはこの回で一旦降板。 |
| 第32回         | 2001年1月5日（金曜日）                      | 18:30 - 20:54   | 志村けんのバカ殿様 超豪華!!21世紀スペシャル!! | 渡辺徹 ココリコ 藤山直美 優香 鈴木あみ | サブタイトルの通り21世紀最初の放送。 |
| 傑作選7        | 2001年4月6日（金曜日）                      | 19:00 - 20:54   | 志村けんのバカ殿様 桜満開スペシャル | 内藤剛志 中森明菜 加藤茶 竹脇無我 松居直美 渡辺美奈代 柄本明 コージー冨田 矢崎滋 梅宮辰夫 眞行寺君枝 笑福亭笑瓶 倍賞千恵子 大塚寧々                                   | |
| 第33回         | 2001年10月3日（水曜日）                     | 19:00 - 20:54   | 志村けんのバカ殿様 秋の超豪華スペシャル | 優香 プリンセス天功 ロンドンブーツ1号2号（忍者） 渡辺徹 酒井若菜 ガダルカナル・タカ さまぁ～ず                                                                        | 田代まさし復帰。 |
| 第34回         | 2002年1月4日（金曜日）                      | 18:30 - 20:54   | 志村けんのバカ殿様 新春!特大スペシャル | モーニング娘。 優香 菊川怜 中山秀征 さまぁ～ず 吉幾三 研ナオコ | 田代まさしが正式に降板。 |
| 傑作選8        | 2002年4月3日（水曜日）                      | 19:00 - 20:54   | 志村けんのバカ殿様 春爛漫超豪華スペシャル!! | | |
| 第35回         | 2002年10月2日（水曜日）                     | 19:00 - 20:54   | 志村けんのバカ殿様 月見で乾杯スペシャル | 優香 三瓶 パパイヤ鈴木 氷川きよし | ダチョウ倶楽部がこの回より正式レギュラーとして出演。 |
| 第36回         | 2003年1月4日（土曜日）                      | 18:30 - 20:54   | 志村けんのバカ殿様 2003お年玉スペシャル | 中山秀征 いしのようこ 松本典子 華原朋美 優香 氷川きよし 広川ひかる ミニモニ 小池栄子 ボブ・サップ 元木大介 阿部慎之助                                                 | |
| 傑作選9        | 2003年4月2日（水曜日）                      | 19:00 - 20:54   | 志村けんのバカ殿様 桜も満開スペシャル | | |
| 第37回         | 2003年9月29日（月曜日）                     | 19:00 - 20:54   | 志村けんのバカ殿様 爆笑!紅葉で乾杯スペシャル | はなわ 吉岡美穂 小池栄子 中山かすみ テツandトモ | |
| 第38回         | 2004年1月4日（日曜日）                      | 19:00 - 20:54   | 志村けんのバカ殿様 大当たり初夢スペシャル!! | 北島三郎 柄本明 仲根かすみ 中山秀征 海老一染之助 吉岡美穂 優香 | |
| 傑作選10       | 2004年3月30日（火曜日）                     | 19:00 - 20:54   | 志村けんのバカ殿様 もう春ですねスペシャル! | | |
| 第39回         | 2004年10月1日（金曜日）                     | 19:00 - 20:54   | 志村けんのバカ殿様 秋一番笑い咲きスペシャル | 優香 くりーむしちゅー 吉幾三 井上和香 大原かおり 久保晶 | |
| 傑作選11       | 2004年11月9日（火曜日）                     | 19:00 - 20:54   | 大特集!志村けんのバカ殿様 祝!記念スペシャル | | 『カスペ!』枠にて放送。 傑作選 |
| 第40回         | 2005年1月4日（火曜日）                      | 19:00 - 20:54   | 志村けんのバカ殿様 千客万来!笑って下さいスペシャル | 根本はるみ 小林恵美 河辺瞳 秦礼子 松浦亜弥 優香 高木ブー Mr.マリック 中山秀征 波田陽区 ヒロシ                                                                         | 『カスペ!』枠にて放送。 新作 |
| 傑作選12       | 2005年3月29日（火曜日）                     | 19:00 - 20:54   | 志村けんのバカ殿様 春はぽかぽか気持ちいいなスペシャル | | 『カスペ!』枠にて放送。傑作選 |
| 第41回         | 2005年10月5日（水曜日）                     | 19:00 - 20:54   | 志村けんのバカ殿様 笑いも紅葉も咲き乱れスペシャル | アンタッチャブル 優香 W(ダブルユー) アンガールズ 地井武男 | 新作 |
| 第42回         | 2006年1月5日（木曜日）                      | 19:00 - 20:54   | 志村けんのバカ殿様 新春初笑いドスコイ!スペシャル | 地井武男 柄本明 優香 朝青龍関 井上和香 カンニング竹山 ボビー・オロゴン                                                                                                | |
| 傑作選13       | 2006年4月12日（水曜日）                     | 19:00 - 20:54   | 志村けんのバカ殿様 最新作から傑作選まで 全部見せます!スペシャル                                                                                            | | 傑作選 途中で一部の出演者によるトークコーナーが設けられた。 |
| 第43回         | 2006年9月27日（水曜日）                     | 19:00 - 20:54   | 志村けんのバカ殿様 秋・笑いの大漁祭 | 木村佳乃 地井武男 優香 次長課長 | 新作 |
| 第44回         | 2007年1月5日（金曜日）                      | 19:00 - 20:54   | 志村けんのバカ殿様 初夢!初笑い!スペシャル | 三倉茉奈・佳奈 ザ・たっち タカアンドトシ カール北川&クリソッツ 井上和香 優香 研ナオコ 笑福亭鶴瓶                                                                      | 新作 |
| 傑作選14       | 2007年3月27日（火曜日）                     | 19:00 - 20:54   | 志村けんのバカ殿様 春だ笑いだ!全員集合 | | 『カスペ!』枠にて放送。 傑作選 |
| 第45回         | 2007年10月2日（火曜日）                     | 19:00 - 20:54   | 志村けんのバカ殿様 爆笑秋の祭典!スペシャル!! | マギー司郎 マギー審司 チュートリアル ギャル曽根 チェ・ホンマン 伊藤綺夏 柳原可奈子 中村玉緒 Mr.中村半次郎 ほしのあき 優香                                             | 『カスペ!』枠にて放送。 新作 |
| 第46回         | 2008年1月4日（金曜日）                      | 19:00 - 20:54   | 志村けんのバカ殿様 2008!笑いのお年玉スペシャル | 平井理央 井上真央 谷澤恵里香 アイドリング!!! 森本さやか | 新作 |
| 傑作選15       | 2008年6月24日（火曜日）                     | 19:00 - 20:54   | 志村けんのバカ殿様 祝!記念スペシャル | | 『カスペ!』枠にて放送。 傑作選 |
| 番外編         | 2008年9月23日（火曜日）                     | 14:07 - 15:00   | 志村けんのバカ殿様番外編 秋分の日スペシャル | | チャンネルα枠 この回は珍しく昼の時間帯に放送。 |
| 第47回         | 2008年10月3日（金曜日）                     | 19:00 - 20:54   | 志村けんのバカ殿様 2008秋の豪華爆笑スペシャル!! | 森下千里 夏川純 小林恵美 矢吹春奈 池田夏希 南まりか 田中優夏 南明奈 優香                                                                                              | 新作 |
| 第48回         | 2009年1月8日（木曜日）                      | 19:00 - 20:54   | 志村けんのバカ殿様 年の初めはバカ笑い!特大版 | | 新作 この回よりハイビジョン制作となった。 |
| 傑作選16       | 2009年4月9日（木曜日）                      | 19:00 - 20:54   | 志村けんのバカ殿様 桜も満開!笑いも満載!スペシャル | | 傑作選 |
| 第49回         | 2009年10月6日（火曜日）                     | 19:00 - 20:54   | 志村けんのバカ殿様 秋!笑いの祭典スペシャル | | 『カスペ!』枠にて放送。 新作 |
| 第50回         | 2010年1月7日（木曜日）                      | 19:00 - 20:54   | 志村けんのバカ殿様 初笑い!時代劇スペシャル | 加藤茶 コロッケ タカアンドトシ 優香 | 新作 |
| 傑作選17       | 2010年3月24日（水曜日）                     | 19:00 - 20:54   | 志村けんのバカ殿様 桜満開スペシャル!! | | 傑作選 |
| 第51回         | 2010年9月30日（木曜日）                     | 19:00 - 20:54   | 志村けんのバカ殿様 お待たせしました!! 秋の大爆笑スペシャル                                                                                                 | 島田秀平 優香 加藤綾子 松村未央 | 新作 |
| 第52回         | 2011年1月6日（木曜日）                      | 19:00 - 20:54   | 志村けんのバカ殿様 新春!笑いの福袋大放出スペシャル | が〜まるちょば 優香 出川哲朗 吉幾三 芦田愛菜 | 新作 |
| 傑作選18       | 2011年4月15日（金曜日）                     | 19:00 - 20:54   | 志村けんのバカ殿様 人気タレント大集合スペシャル | | 傑作選 北海道文化放送は北海道日本ハムファイターズ戦中継放送のため、16日（土曜日）の13:30 - 15:25に振替放送。 |
| 第53回         | 2011年10月6日（木曜日）                     | 19:00 - 20:54   | 志村けんのバカ殿様 がんばろう日本!!スペシャル | 優香 ハリセンボン からくりどーる 榮倉奈々 小林恵美 鏡味仙三郎 しげきひろし                                                                                            | 新作 |
| 第54回         | 2012年1月10日（火曜日）                     | 19:00 - 20:54   | 志村けんのバカ殿様 愛菜ちゃん姫大はしゃぎスペシャル!! | 芦田愛菜 | 『カスペ!』枠にて放送。 新作 |
| 傑作選19       | 2012年4月3日（火曜日）                      | 19:00 - 20:54   | 志村けんのバカ殿様 25周年桜祭りスペシャル!! | | 『カスペ!』枠にて放送。 傑作選 |
| 第55回         | 2012年10月16日（火曜日）                    | 19:00 - 20:54   | 志村けんのバカ殿様 大爆笑!秋の祭典スペシャル!! | 優香 Daigo 加藤綾子 ももいろクローバーZ | 『カスペ!』枠にて放送。 新作 |
| 第56回         | 2013年1月11日（金曜日）                     | 19:00 - 20:54   | 志村けんのバカ殿様 初笑い!家族そろって大爆笑スペシャル!!                                                                                                   | 温水洋一 マツコ・デラックス 生野陽子 加藤綾子 ナインティナイン 日馬富士 平愛梨 優香 ハリセンボン ノブ＆フッキー 八代亜紀                                              | 新作 東海テレビ・関西テレビは19:57からの短縮版をフジテレビからの裏送りで放送。 |
| 傑作選20       | 2013年5月21日（火曜日）                     | 19:00 - 20:54   | 志村けんのバカ殿様祭り | | 『カスペ!』枠にて放送。 傑作選 所ジョージのシーンでは、田代まさしの声と姿がそのまま削除されている。 |
| 第57回         | 2013年11月5日（火曜日）                     | 19:00 - 20:54   | 志村けんのバカ殿様 秋はこれだ!大爆笑スペシャル!! | ももいろクローバーZ ふなっしー 優香 大島美幸（森三中） 黒沢かずこ（森三中） 壇蜜 板野友美 どぶろっく 渡辺徹                                                           | 『カスペ!』枠にて放送。 新作 |
| 第58回         | 2014年1月14日（火曜日）                     | 19:00 - 20:54   | 志村けんのバカ殿様 福笑い!家族そろって大爆笑スペシャル!!                                                                                                   | 剛力彩芽 笑福亭鶴瓶 優香 ふなっしー 生野陽子 壇蜜 柄本明 | 『カスペ!』枠にて放送。 新作 |
| 傑作選21       | 2014年5月27日（火曜日）                     | 19:00 - 20:54   | 志村けんのバカ殿様 家族そろって大笑いスペシャル!! | | 『カスペ!』枠にて放送。 傑作選 |
| 第59回         | 2014年10月28日（火曜日）                    | 19:00 - 20:54   | 志村けんのバカ殿様 秋の大収穫祭スペシャル!! | アンジャッシュ 澤部佑 ももいろクローバーZ 佐々木健介 北斗晶 日本エレキテル連合 優香 ふなっしー                                                                        | 『カスペ!』枠にて放送。 新作 |
| 第60回         | 2015年1月13日（火曜日）                     | 19:00 - 20:54   | 志村けんのバカ殿様 新春爆笑スペシャル!! | 草彅剛 西内まりや 博多華丸・大吉 ふなっしー＆ふなごろー 日本エレキテル連合 KiLa 優香 柄本明                                                                           | 『カスペ!』枠にて放送。 新作 この回をもって『カスペ!』枠での放送は終了となった。 |
| 傑作選22       | 2015年4月1日（水曜日）                      | 19:00 - 20:54   | 志村けんのバカ殿様 エイプリルフールスペシャル!! | | 傑作選 |
| 第61回         | 2015年10月20日（火曜日）                    | 19:00 - 20:54   | 志村けんのバカ殿様 家族そろって爆笑スペシャル | ももいろクローバーZ 松坂桃李 前田知洋 千原兄弟 サンドウィッチマン 優香 橋本マナミ                                                                                     | 新作 この回から火曜日の放送は全編ローカルセールス枠での放送となり、テレビ宮崎・沖縄テレビを除く26局ネットで放送。 |
| 第62回         | 2016年1月5日（火曜日）                      | 19:00 - 20:54   | 志村けんのバカ殿様 笑いのお年玉スペシャル | 中村アン 優香 バナナマン 澤部佑 橋本マナミ とにかく明るい安村 柄本明 松田聖子 祥子                                                                                    | 新作 『志村の時間』のレギュラー陣が加わる。 関西テレビはこの回から火曜日のみ原則非ネットとなった。 関西テレビ・テレビ宮崎を除く26局ネットで放送。 関西テレビは後日振替放送。 |
| 傑作選23       | 2016年6月15日（水曜日）                     | 19:00 - 20:54   | 志村けんのバカ殿様 30周年SP | | 傑作選 Wコウジ（今田・東野）、ダウンタウン、 ナインティナイン（初出演時）、ネプチューンの各シーンでは、 田代まさしの声と姿がそのまま削除されている。 |
| 第63回         | 2016年10月19日（水曜日）                    | 19:00 - 20:54   | 志村けんのバカ殿様 最新作笑いの金メダルSP | 博多華丸・大吉 バイきんぐ 千鳥 おかずクラブ | 新作 この回から乾き亭げそ太郎が登場しなくなった。 |
| 第64回         | 2017年1月11日（水曜日）                     | 19:00 - 20:54   | 志村けんのバカ殿様 家族揃って初笑いスペシャル!! | ピコ太郎 | 新作 |
| 傑作選24       | 2017年6月20日（火曜日）                     | 19:00 - 20:54   | 志村けんのバカ殿様 豪華ゲストスペシャル | | 傑作選 関西テレビ・テレビ西日本・サガテレビ・沖縄テレビを除く24局ネットで放送。 関西テレビは後日振替放送。 |
| 第65回         | 2017年10月17日（火曜日）                    | 19:00 - 20:54   | 志村けんのバカ殿様 花火大会スペシャル!! | ももいろクローバーZ 澤部佑 柄本明 タナカ太郎 出川哲朗 | 新作 関西テレビ・テレビ新広島を除く26局ネットで放送。 テレビ新広島は、同時間帯に自社制作特番『全全全力応援デー カープめざせ日本一! スポラバCS前夜祭SP』を放送、後日振替放送なし。 関西テレビは後日振替放送。                                                                          |
| 第66回         | 2018年1月10日（水曜日）                     | 19:00 - 20:54   | 志村けんのバカ殿様 家族揃って初笑いSP | 梅沢富美男 研ナオコ 千鳥 二階堂ふみ 橋本マナミ | 石川テレビは18:40頃の電波塔においての落雷による放送トラブル のため後日振替放送。 |
| 傑作選25       | 2018年6月6日（水曜日）                      | 19:00 - 21:00   | 志村けんのバカ殿様 みんな大集合スペシャル | | 傑作選 この回より20時台スポットタイム廃止に伴い、21:00までの放送（一部地域は20:54飛び降り）に変更。 |
| 第67回         | 2018年11月20日（火曜日）                    | 19:00 - 21:00   | 志村けんのバカ殿様 秋の大収穫祭スペシャル | ももいろクローバーZ 二階堂ふみ ガンバレルーヤ バイきんぐ 足立梨花 | 新作 一部地域は20:54飛び降り。 テレビ宮崎はこの回から火曜日のみ原則非ネットとなった。 関西テレビ・サガテレビ・テレビ宮崎を除く25局ネットで放送。 関西テレビは後日振替放送。 |
| 第68回         | 2019年1月9日（水曜日）                      | 19:00 - 21:00   | 志村けんのバカ殿様 お年玉コント大放出スペシャル | 梅沢富美男 澤部佑 渡辺直美 浜田雅功 | 平成最後の放送。 新作 一部地域は20:54飛び降り。 |
| 傑作選26       | 2019年6月25日（火曜日）                     | 19:00 - 21:00   | 志村けんのバカ殿様 豪華ゲスト大集合スペシャル | | 傑作選にして令和最初の放送。 『志村でナイト』のレギュラー陣が加わる。 一部地域は20:54飛び降り。 関西テレビ・サガテレビ・テレビ長崎・テレビ宮崎を除く24局ネットで放送。 関西テレビは後日振替放送。                                                                                     |
| 第69回         | 2019年10月30日（水曜日）                    | 19:00 - 21:00   | 志村けんのバカ殿様 浅田真央ちゃんスマイルSP | 浅田真央 柄本明 桜井日奈子 タカアンドトシ | 新作 一部地域は20:54飛び降り。 |
| 第70回         | 2020年1月8日（水曜日）                      | 19:00 - 21:00   | 志村けんのバカ殿様 マツコもサンドも氷川も初笑いSP | 柄本明 丘みどり 島崎和歌子 小島瑠璃子 マツコ・デラックス 氷川きよし サンドウィッチマン                                                                                | 新作 志村けんと上島竜兵生前最後の放送。 一部地域は20:54飛び降り。 志村が同年3月29日に死去したことに伴い、この回を最後に新作コントの製作は事実上終了、以降は傑作選のみの放送となる。                                                                                                   |
| 傑作選27       | 2022年8月11日（木曜日）                     | 19:00 - 21:00   | 志村けんのバカ殿様 暑さを笑いで吹き飛ばせ!夏祭りスペシャル                                                                                                 | | 傑作選 志村・上島逝去後初の復活スペシャル。 番組後半では上島の追悼特集も行われた。 『ドリフ大爆笑』『志村けんのだいじょうぶだぁ』の一部のコントと舞台『志村魂』の模様も放送。 一部地域では20:54飛び降り。                                                                             |
| 傑作選28       | 2023年3月21日（火曜日）                     | 19:00 - 21:00   | ドリフ&志村けんのバカ殿様 豪華絢爛！笑いの春祭りSP | | 傑作選 『ドリフ大爆笑』『志村けんのだいじょうぶだぁ』のコントも放送。一部コントは再編集して放送。番組の終盤では逝去した笑福亭笑瓶の追悼特集が組まれ、笑瓶がレギュラー出演した『志村だヨ!』のコントが放送された。関西テレビでは2023年8月27日に振替放送。 一部地域では20:54に飛び降り。 |

## 志村けん追悼番組
2020年3月29日に志村が死去したことを受けて、同年4月1日の19:00 - 21:00（JST）に『志村けんさん追悼特別番組 46年間笑いをありがとう』がフジテレビ系列で生放送された。司会はフジテレビアナウンサーの三宅正治と西山喜久恵が担当した。ゲストに、ザ・ドリフターズの高木ブー・仲本工事・加藤茶、研ナオコ、いしのようこが出演した。
本番組を含め、ザ・ドリフターズとして出演の『ドリフ大爆笑』と志村が担当した『志村けんのだいじょうぶだぁ』といった志村出演の3つのコント番組のそれぞれの傑作コントを振り返った。
番組では、上記の3番組の傑作コント以外に下記のゲスト出演者による志村とのコントでの思い出や、裏側のトークも展開された。番組終盤には、ザ・ドリフターズの加藤茶が志村への贈る言葉として弔辞を読み上げた。エンディングではスタッフロール以外に、「志村けんの番組に出演してくださった皆様」として上記の3番組の主な歴代出演者が流れた。そして、番組の最後には「志村けんさん楽しい笑いをありがとうございました 安らかにおやすみください。」のテロップが表示された。
平均視聴率は21.9%（関東地区）。瞬間最高視聴率は20:48の27.3%だった。また、関東地区以外の各地でもそれぞれ高視聴率を記録した。

## 関連商品

### ビデオテープ(VHS)
- 1998年6月29日に1巻が、同年12月9日に2巻がそれぞれ発売。1巻には東八郎や田代まさしが出演した時期に収録され、2巻には桑野信義がレギュラーに加わった頃から収録されている。

### DVD
- 2006年1月27日に、ユニバーサル・ピクチャーズ・ジャパンから発売。3枚組のDVD-BOXで、それぞれ「春」「秋」「冬」と命名されている。また、ユニバーサルピクチャーズ欧州法人の幹部が試作版を見て大うけになり、ヨーロッパでも販売された[23]。全部に桑野信義とダチョウ倶楽部が収録されている。後にレンタル化されている。
- 2008年9月25日に、上記の続編となる「志村けんのバカ殿様 大盤振舞編」がワーナー・ホーム・ビデオから発売。同じく3枚組のDVD-BOXでそれぞれ「睦月」「如月」「弥生」と命名されている。こちらも後にレンタル化されている。

### ゲーム
- ハイパーオリンピック殿様版（1985年6月21日、ファミリーコンピュータ、コナミ）
  - 『ハイパーオリンピック』のバカ殿様Verとして発売された。
  - 選手の一方がバカ殿になっている。オリジナルは白人選手。能力はオリジナルと変わらず、勝利すると両手に日の丸の扇子を持って喜び、負けると泣く。
  - 当時コナミがスポンサーを務めた『8時だョ!全員集合』にて、バカ殿がこのソフトを興じるコントがあり、これがきっかけで市販されることになった。なおこのコントのオチは、「3回目を遊ぼうとする→白線で人物のシルエットが描かれる→いかりや長介の怒り顔が登場→それがゴリラの吼える映像に変化→盆回り」というものである。
- 志村けんのバカ殿様 爆笑天下統一ゲーム（2002年12月6日、ゲームボーイアドバンス、TDKコア[注釈 34]）
  - モノポリータイプのボードゲームで、マスに城を建てて対戦相手から通行料を徴収し、4人中一番の蓄財を目指すというものになっている。

### その他
- ぺんてるのシャープ替え芯「ain」- 製品名が志村の代表的なギャグである『アイーン』と似ていることから、当初製品に「バカ殿シール」が付くキャンペーンがあった。
- バカ殿様でございます。 - カイマコトによるギャグ漫画。『コミックボンボン』1999年9月号から2000年2月号まで連載されたが単行本化はされていない。

## エピソード
- 黒柳徹子は自身が司会を務める「徹子の部屋」（2020年9月16日放送分、ゲスト：研ナオコ）において、本番組のファンだったことを明かし「大好きで、必ず見ていたんです。私も出たいなと思っていたんですけどね……」と語り、志村との共演が果たせなかったことを悔やんだ。一方、志村も生涯一度も徹子の部屋に出演する事はなかった。

- 2022年4月25日、本番組に度々ゲスト出演していた吉幾三によれば、2020年の4月か5月頃にも放送される予定であり、自身もまたゲスト出演する予定だったという。

## 他番組・メディアでの展開
- 田代まさしがフジテレビで放送されていた平日夕方のバラエティー番組『パラダイスGoGo!!』のコントコーナーで、「バカ姫」（優香演じるものとは異なるキャラクター）を演じていたことがある。また、田代自身が同局の『ものまね王座決定戦』に桑野と共に出場した際、バカ殿メイクをそのまま再現したままに、バカ殿のものまねを披露したことがあった（なお、桑野は腰元に扮していた）。
- 『SMAP×SMAP』で、稲垣吾郎がバカ殿のパロディで「殿リーマン」というキャラクターを演じた（後にゲームコーナーの罰ゲーム企画にて、稲垣が草彅剛にこの「殿リーマン」の格好にさせ、あれこれ無理な注文を押し付けている）。また、2015年1月5日放送分では、SMAPとバカ殿一行（志村・桑野・ダチョウ倶楽部（肥後・上島・寺門）、腰元は多岐川華子・丸高愛実[注釈 35]・尾崎ナナ・池田ショコラ）がコラボレーションした企画を実施。稲垣がニセバカ殿様、木村拓哉がニセ家老、香取慎吾・中居・草彅がニセ家臣を担当、稲垣が定番の鏡コントに挑戦したり、SMAPとバカ殿一行が新春恒例企画である「人間すごろく」で対決し、結果は50-20でSMAPが勝った。黄色チーム(稲垣吾郎のニセ殿様チーム)が銀座九兵衛の握りずしを獲得した。一方の赤チーム(志村けんのバカ殿様チーム)は『お茶だけか』とリーダーが言った。
- 日本テレビで放送されている『嵐にしやがれ』において志村がゲストで出演した際にバカ殿メイクの方法やコント内で「うれしいなあ」等の決め言葉におけるダンスや怒りのパフォーマンスの仕方などを嵐のメンバーに教えた。志村曰く「自分の芸を他人に教えるのは初めて」とのこと。なお、他局において志村がバカ殿を披露するのは珍しい。さらに、同じ日本テレビで2015年8月23日放送の『24時間テレビ38 愛は地球を救う　つなぐ～時を超えて笑顔を～』内で行われた志村コント劇団（メンバーは志村、この年のチャリティーパーソナリティであるHey!Say!JUMP/NYCの知念侑李、ももいろクローバーZの百田夏菜子、郡司恭子（日本テレビアナウンサー）、上島）がろう学校に通う聴覚障害の子供たちのために笑顔を届ける企画で、志村とともにろう学校から代表の児童2名と一緒にコントに参加した知念がバカ殿になりきり、児童全員とともに「うれしいなあ」を行った。
- CMでは、ザ・ドリフターズのそっくりさん外国人5人が出演する発泡酒・キリン淡麗グリーンラベルの2008年秋バージョンでは、同CMに「ケン」名義で出演する志村が「バカ殿様」に扮して出演した。この時の衣装は商品名にちなんで緑色である。また、ドリフのメンバー4人が出演するケーズデンキのCMにも志村がバカ殿様に扮して出演したバージョンも存在する。

## エンディングテーマ
- 番組テーマ曲として、ビートルズの「バースデイ」が使用されており、CM前後の提供紹介時などに流される事がある。

## スタッフ

### 現在
第92回放送分
- プロデューサー：井澤健
- 構成：朝長浩之、志村康徳、晨原大輔
- カメラ：藤江雅和
- 技術：小林光行
- 音声：松本政利
- ＶＥ：原啓教
- 照明：堀田耕二
- アートプロデューサー：平山雄大
- デザイン：別所晃吉
- アートコーディネーター：谷元沙紀
- 大道具：卜部徹夫（製作）、三上晋（操作）
- 電飾：宇塚敏明
- アクリル装飾：村田誠司
- 装飾：菊地誠
- 持道具：土屋洋子
- 植木装飾：広田明
- 生花装飾：宮崎夏菜子
- 視覚効果：中山信男
- 衣装：横田尊正
- メイク：太田愛
- かつら：俵木和美
- 特殊小道具：光子館
- スタジオ管理：金子康貴
- 編集：轟貞治（D-Craft）
- ＭＡ：大塚大
- 音効：戸辺豊
- ペイント：菊地大介
- 技術協力：ニユーテレス、IMAGICA、レモンスタジオ、fmt
- 美術協力：フジアール
- 制作協力：エスカンパニー、テレビックアート、クリア・アップ、エクシーズ
- 編成：情野誠人、橋本英司（フジテレビ）
- 広報：平井隆（フジテレビ）
- ＴＫ：目黒昭子
- 演出補：長谷吉洋
- ＡＰ：井澤秀治
- 演出：戸上浩（エクシーズ）
- 企画制作：イザワオフィス

### 過去のスタッフ
- 作・構成：鈴木哲、松岡孝、川原慶太郎、鈴木しげき、中野義博、柏田眞志、白川安彦、橋本貴広
- 音楽：たかしまあきひこ
- 演奏：三原綱木とザ・ニューブリード
- 振付：西条満、花柳糸之
- 技術：菅原一夫、岩沢忠夫、島本健司
- カメラ：森野憲俊、遠山康之
- 音声：間野目政孝、石井俊二、杉山直樹
- 映像（VE）：油谷忍、都筑和夫、高瀬義美、北井勇作、土井理沙
- 映像→VTR：谷古宇利勝
- VTR編集：星野正則、菅野邦大
- 照明：山際邦康、大沢毅、宮川斌、金沢利徳、田村春夫、長川博、嶺岸一彦、澤田篤宏(さわだあつひろ)、野崎政克（フジテレビ）
- 音響効果：川嶋明則（OCBプロ）
- MA：植松厳
- 美術制作：堀切清、一色隆弘、石鍋伸一朗（フジテレビ）、北林福夫
- デザイン：根本研二
- 美術プロデューサー・美術進行：山根安雄
- 美術進行：船場文雄、林勇
- 大道具：東宝舞台 樋渡一夫、山中修、稲場克美、近江春夫、高舘昭一、宮越浩、富樫宣之（製作）、山本和成（操作）
- アートフレーム：エスケイシステム 永濱大作
- 装飾：テレフィット 内村和裕、加藤久雄、伊藤則夫、久保田善行、上野敏秋、松岡本康、加川功、三浦清隆、大橋軍次、川原栄一）
- 持道具：京阪商会 荒井実、栗原美智代、森知美、網野高久
- 衣裳：東京衣裳 土田清、佐藤孝二
- メイク：山田かつら 梅沢文子、大塚隆康、岩井真美、佐藤耕二、井手奈津子、小島百合子、海老原直子、杉村千春、佐藤恭子、岡田美喜子
- かつら：山田かつら 牧野勇、太田修、佐竹照秀、川田明子、山倉省三、中野奈緒
- 視覚効果：東京特殊効果 高橋千之、高橋信一、福島信夫
- 電飾：興進電化 桐ヶ谷幸雄
- アクリル装飾：ヤマモリ 山中敏也、山下浩司、塚田直樹、ナカムラ綜美 熊谷好恵
- 生花装飾：京花園 佐伯孝夫、坂口曜子、和田純一
- 植木装飾：野沢園 須田信治
- 特殊小道具：水尾一雄、富士オートメーション
- クレーン：明光セレクト
- 制作協力：ゼブラカンパニー、ワールドミュージック
- 動物エキストラ：佐藤動物プロ
- タイトル：藤沢良昭、高柳義信、山形憲一
- 編成：久保田榮一・宅間秋史・金田耕司・小林義和・夏野亮・大辻健一郎・熊谷剛・松崎容子・渋谷謙太郎（全員フジテレビ）
- 広報：大貫伊都子・河端由梨子・田中奈美・加藤麻衣子（全員フジテレビ）
- 記録 (TK) ：藤巻りえ、横田幸子、松下絵里
- 製作補：本居幸治
- 演出補：川口誠（フジテレビ）、小池正英、小柳仁、平松和之、米谷裕輔、五端和彦、鈴木博久、本橋宏之、吉川琢磨、大塚隆史、梅田好美、井上雅皓
- 演出：森正行（当時フジテレビ、現FIP）、小倉肇（エクシーズ、以前は演出補）